# Apokatastaza
Apokatastaza (od gr. apokatastasis czyli „ponowne włączenie, odnowienie” z Dz 3, 21) – końcowa i ostateczna odnowa całego stworzenia poprzez przywrócenie mu pierwotnej doskonałości i bezgrzeszności lub nawet przewyższenie tego pierwotnego stanu. Potocznie apokatastaza nazywana jest ideą pustego piekła.

## W chrześcijaństwie
W chrześcijaństwie nauka ta rozwinięta została przede wszystkim w patrystyce greckiej (św. Grzegorz z Nyssy) i cechował ją radykalizm w sformułowaniu powszechności zbawienia, co oznaczało, że potępieni, a nawet Szatan, mają zostać zbawieni. Wielu ekspertów uważa, że Sobór konstantynopolitański II potępił w 553 roku pogląd, że zbawienie wszystkich stworzeń jest rzeczą pewną; wielu historyków jest jednak przeciwnego zdania, a większość jest niezdecydowana. Faktem jest, że Sobór został zwołany w zupełnie innej sprawie (w celu rozstrzygnięcia kwestii monofizytyzmu – Trzy Dzieła). Wiadomo, że dekrety soborowe dotyczące monofizytyzmu zostały przedłożone papieżowi do zatwierdzenia; natomiast o zatwierdzeniu przez papieża potępienia apokatastazy w jakiejkolwiek formie nic nie wiadomo.

### Kościół katolicki
Według Kościoła Katolickiego apokatastaza rozumiana jako automatyczne, niejako przymusowe zbawienie pozostaje jednak w sprzeczności z przesłaniem Ewangelii i podważa nienaruszalność wolnej woli człowieka.
Pomimo tego, katolik nie ma obowiązku wierzyć w to, że w piekle znajdzie się choć jedna osoba. W katolicyzmie powszechny jest nurt tzw. „nadziei powszechnego zbawienia”, który co prawda nie zakłada żadnej formy amnestii za popełnione zło, lecz żywi nadzieję w ostateczne zwycięstwo dobra, które nastąpi gdy wszystkie stworzenia osiągną z własnej, nieprzymuszonej woli jedność z Bogiem. Spór na temat tego, czy jest to możliwe oraz jak to jest możliwe, toczy się od dawna; już w trzecim wieku temat ten podjął Orygenes, w związku z czym powstała dyskusja zarówno w Kościele Wschodnim jak i na Zachodzie, trwająca z różnym natężeniem do dzisiaj. We wczesnym średniowieczu apokatastaza była praktycznie nieobecna w myśli chrześcijańskiej; w IX wieku bronił tej idei irlandzki teolog Jan Szkot Eriugena, 300 lat później skłaniał się do niej Amalryk z Bène. W XX wieku temat powszechnego zbawienia podjął szwajcarski teolog i kardynał nominat, Hans Urs von Balthasar, a także polski teolog Wacław Hryniewicz. Kardynał Cormac Murphy-O’Connor powiedział w wywiadzie dla katolickiej gazety The Catholic Herald:

Spójrzmy prawdzie w oczy, nie mamy obowiązku wierzyć, że ktokolwiek tam /czyli w piekle/ się znajduje. /.../ Nie mogę myśleć o niebie, nie myśląc jednocześnie o przebywaniu we wspólnocie ze wszystkimi świętymi i z wszystkimi ludźmi, których kochałem na tej ziemi. /.../ Wierzę, że piekło istnieje i że rzeczywiście jest brakiem Boga /.../ Mam /jednak/ nadzieję, że w niebie spotka mnie niespodzianka, myślę, że mnie spotka.

Podobnie papież Jan Paweł II napisał:

Potępienie wieczne jest z pewnością zapowiedziane w Ewangelii. O ile jest ono jednak realizowane w życiu pozagrobowym? To ostatecznie wielka tajemnica. Nie da się jednak zapomnieć, że Bóg „pragnie, by wszyscy ludzie zostali zbawieni i doszli do poznania prawdy [1Tym 2:4]”.

W jednej ze swych homilii Papież powiedział wręcz:

Chrystus jest dobrym pasterzem, bo zna człowieka: każdego i wszystkich. Zna ich przez swoją jedyną wiedzę paschalną. Zna nas, ponieważ nas odkupił. Zna nas, ponieważ „zapłacił za nas”: jesteśmy zakupieni za ogromną cenę. Zna nas znajomością i wiedzą bardziej „wewnętrzną”, z tą samą wiedzą, którą on, Syn, zna i obejmuje Ojca i w Ojcu obejmuje nieskończoną prawdę i miłość. I przez udział w tej prawdzie i miłości, czyni nowych nas, w sobie takich samych, synów Jego przedwiecznego Ojca; uzyskuje raz na zawsze zbawienie człowieka: każdego człowieka i wszystkiego, tych, których nikt nie wyrwie z jego ręki. Rzeczywiście, kto mógłby mu ich odebrać? /.../ Kościół ogłasza nam dziś paschalną pewność odkupienia. Pewność zbawienia.

Na wywiadzie 26.09.2024 r. w auli bpa Wincentego Tymienieckiego w Wyższym Seminarium Duchownym w Łodzi kard. Grzegorz Ryś odpowiadając na pytanie mówił:

«Po pierwsze Jezus przyszedł, żeby nas zbawić. I to jest kluczowe. I wszyscy ludzie, niezależnie od tego, jakąby wyznawali religię, albo nie wyznawali jej w ogóle, są zbawieni przez śmierć, zmartwychwstanie i wniebowstąpienie Pana Jezusa. I to jest najważniejsze, co trzeba powiedzieć, i z tego, co wiem, Ojciec święty zawsze w ten sposób mówi. A że pytanie o to, czy każda religia może prowadzić do Boga? — Może, ale powiedziałbym, że nie każda robi to w tym samym stopniu. Nie mówimy, że w innych religiach nie ma prawdy czy nie ma doświadczenia Boga, mówimy o tym, że pełnia Objawienia jest w Jezusie Chrystusie».(1:03:33—1:04:30) 

### Świadkowie Jehowy
Świadkowie Jehowy uważają, że Jehowa Bóg zamierzył ‛przywrócić wszystko’ (Dzieje 3:21). Posługuje się do tego niebiańskim Królestwem, w którym od 1914 roku władzę sprawuje Jezus Chrystus. „Przywrócenie” miało nastąpić w dwóch etapach: odrodzenie duchowe na ziemi (obecnie) oraz ustanowienie literalnego raju na ziemi (w przyszłości).

## Filozofia i psychologia
Według stoików świat po pewnym okresie istnienia ulegnie spaleniu aby mógł powstać nowy. W niektórych wersjach zaratusztrianizmu Ahura Mazda ma zniszczyć świat, aby mógł powstać lepszy.
Carl Gustav Jung analizował ideę apokatastazy jako sytuację archetypową i jedno ze wspólnych dla całej ludzkości wyobrażeń kolektywnej nieświadomości, występujące w dziecięcych marzeniach sennych, wizjach, Biblii, tradycji chrześcijańskiej, mitologiach, etnografii i literaturze.